# Сомалийско-эмиратские отношения
Сомалийско-эмиратские отношения — двусторонние дипломатические отношения между ОАЭ и Сомали. Страны являются членами Организации Объединённых Наций (ООН) и Лиги арабских государств (ЛАГ).

## История
Отношения между территориями нынешнего Сомали и Объединённых Арабских Эмиратов уходят корнями в глубокую древность. Перипл Эритрейского моря 1-го века н. э. сообщает о ранних коммерческих обменах между торговцами, населяющими города-государства на северном побережье Сомали, с химьяритскими и сабейскими купцами, которые контролировали большую часть Аравийского полуострова. В средние века и в ранний современный период различные сомалийские султанаты также поддерживали тесные отношения с другими королевствами по ту сторону Красного моря.

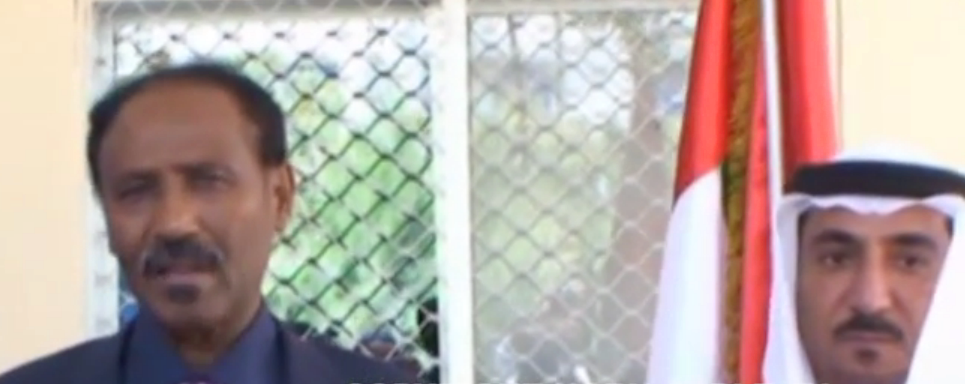
Встреча министра иностранных дел Сомали Абдирахмана Дуль Белье с уполномоченным по делам Сомали в ОАЭ Мохамедом Аль-Османи, Могадишо

После начала гражданской войны в Сомали в 1991 году ОАЭ поддерживали дипломатические отношения с Сомалийским переходным национальным правительством и его преемником Переходным федеральным правительством. ОАЭ также официально поддерживают морскую полицию Пунтленда с момента её создания в 2010 году.
Последующее создание федерального правительства Сомали в августе 2012 года приветствовалось властями Эмиратов, которые подтвердили неизменную поддержку ОАЭ правительства Сомали, её территориальной целостности и суверенитета.
В мае 2019 года сенатор США обвинил ОАЭ в разжигании конфликта в Сомали, в частности, из-за разжигания вражды между региональными непризнанными государствами (Джубаленд, Пунтленд) и правительством, в том числе, путём подписания отдельных экономических соглашений, в частности DP World владеет портом Берберы в Сомалиленде. ОАЭ объявили о намерении открыть военную базу в Сомалиленде.

## Официальные визиты
В марте 2014 года премьер-министр Сомали Абдивели Шейх Ахмед совершил официальный трёхдневный визит в Объединённые Арабские Эмираты, чтобы обсудить укрепление двустороннего сотрудничества между двумя странами. В ходе переговоров с заместителем премьер-министра ОАЭ и министром по делам президента Шейхом Мансуром Заидом бин Султаном аль-Нахайяном, власти Эмиратов подчеркнули свою приверженность идущему процессу постконфликтного восстановления в Сомали. Они также обязались оказывать помощь в наращивании потенциала и восстановлении государственных институтов.
В январе 2015 года новый премьер-министр Сомали Омар Абдирашид Али Шармарк встретился с послом Объединённых Арабских Эмиратов в Сомали Мохаммедом Ахмедом Османом Аль Хаммади в его офисе в Могадишо. Официальные лица затронули различные вопросы, представляющие двусторонний интерес, включая военные операции, реинституционализацию правительства, безопасность на море и процесс восстановления на местах. Шармарк отметил давние и тесные отношения между территориями Сомали и ОАЭ. Посол Аль Хаммади, в свою очередь, пообещал, что власти Эмиратов поддержат текущую деятельность по развитию в Сомали.
В марте 2015 года министр иностранных дел Сомали Абдисалам Омер встретился в Абу-Даби с министром иностранных дел Объединённых Арабских Эмиратов Абдуллой бен Заидом Аль Нахайяном. Лидеры двух стран коснулись различных двусторонних вопросов, в том числе укрепления сотрудничества и сотрудничества в сфере безопасности, а также в других областях. Они также дали оценку текущим совместным проектам и обсудили политическую ситуацию в Сомали. Омер, в свою очередь, поблагодарил правительство Эмиратов за его различные инициативы в области развития в Сомали и приветствовал приверженность ОАЭ процессу восстановления в этой стране.

## Военное сотрудничество
С 2014 года Объединённые Арабские Эмираты подготовили сотни сомалийских военнослужащих. ОАЭ платили зарплату нескольким сотням сомалийских солдат и тренировали силы для борьбы с пиратством в регионе Пунтленд в Сомали. Учебная миссия завершилась после того, как сомалийская полиция изъяла деньги в трёх немаркированных сумках в самолёте Royal Jet в международном аэропорту Аден Адде в Могадишо.
11 апреля 2018 года правительство Сомали объявило, что оно возьмёт на себя оплату и обучение солдат по программе, заявил министр обороны Мохамед Мурсал Абдирахман государственному информационному агентству Sonna.
«Сомали полностью возьмёт на себя [свои войска], обученные ОАЭ … Эти силы будут добавлены к различным батальонам Сомалийской национальной армии», — сказал Абдирахман, добавив, что солдаты будут интегрированы в другие подразделения.

## Соглашения
В конце марта 2013 года министр иностранных дел Сомали Фоузия Юсуф Хаджи Адан и её эмиратский коллега шейх Абдулла бен Заид Аль Нахайян подписали Меморандум о взаимопонимании и двустороннем сотрудничестве. Соглашение восстанавливает официальные дипломатические отношения между Сомали и ОАЭ, а также уделяет особое внимание политическому, экономическому, инвестиционному и развитию секторам безопасности. Кроме того, правительство Эмиратов объявило, что вновь откроет своё посольство в Могадишо.
В ноябре 2014 года Сомали и Объединённые Арабские Эмираты был подписан Меморандум о взаимопонимании и укреплении военного сотрудничества.

## Дипломатические миссии
Федеральное правительство Сомали имеет посольство в Абу-Даби. Дипломатическую миссию возглавляет посол Абдул Кадир Шейхей Аль-Хатими
Посольство Объединённых Арабских Эмиратов в Могадишо возглавляет посол Мохаммед Ахмед Осман аль-Хаммади.